# Margaret Bourke-White
Margaret Bourke-White (Nova Iorque, 14 de junho de 1904 — Darien, Connecticut, 27 de agosto de 1971) foi uma fotógrafa estadunidense. É considerada a pioneira em muitos momentos importantes da fotografia.
Bourke-White foi a primeira reporter fotográfica da revista Fortune e a primeira mulher a quem foi dada permissão para fotografar em território soviético, na década de 1930.
Pelas mãos de Henry Luce, Margaret também foi a primeira fotógrafa da revista Life.
A ela também foi concebido estar no front de batalha da segunda guerra mundial, onde retratou de forma impressionante os campos de extermínio nazistas, além de fotografar de forma muito realista os anos da grande depressão nos Estados Unidos.
Entre 1939 e 1942 esteve casada com o escritor Erskine Caldwell, com quem colaborou em diversos projetos, notadamente no ensaio fotográfico You Have Seen Their Faces, 1937.
Nos anos 1950, a fotógrafa foi diagnosticada como portadora do mal de Parkinson. Ela recém tinha completado 50 anos quando teve de abandonar a carreira para lutar contra a doença. Foi operada no cérebro em 1959 e em 1971, faleceu aos 67 anos de idade.
Suas fotografias estão no Museu do Brooklin, no Museu de Arte de Cleveland e no Museu de Arte Moderna de Nova Iorque, assim como na coleção da Livraria do Congresso.
Bourke-White foi retratada por Farrah Fawcett em Double Exposure: The Story of Margaret Bourke-White, um filme feito para a televisão, e por Candice Bergen, em 1982, no filme Gandhi.